# Elektromotorna sila
Elektromotorna sila je u elektrotehnici veličina kojom se izražava rad potreban za razdvajanje nosilaca električnih naboja u izvoru električne struje, pri čemu sila koja djeluje na električne naboje nije direktna posljedica električnog polja. Definira se kao omjer rada i količine električnog naboja, iz čega slijedi da je mjerna jedinica za elektromotornu silu džul po kulonu, što je jednako voltu:
[EMS] = 1 J / 1 C = 1 V
Ako izvor nije opterećen trošilom (u krugu ne teče struja) na njegovim će krajevima zbog razdvajanja nosilaca električnih naboja nastati upravo takva razlika potencijala koja će zbog djelovanja električnog polja spriječiti daljnje razdvajanje nosilaca električnih naboja, tj. napon neopterećenog izvora veličinom je jednak elektromotornoj sili. Zatvaranjem strujnog kruga elektromotorna sila uzrokuje gibanje nosilaca električnih naboja (električnu struju), a napon na krajevima izvora postaje manji od elektromotorne sile, što se može prikazati kao djelovanje ekvivalentog unutarnjeg otpora izvora.